# Hongkong i olympiska sommarspelen 1984
Hongkong deltog i de olympiska sommarspelen 1984 med en trupp bestående av 47 deltagare, men ingen av landets deltagare erövrade någon medalj.

## Bågskytte
Damernas individuella
- Macy Lau – 2326 poäng (→ 37:e plats)
- Ng Wing-Na – 2148 poäng (→ 45:e plats)
- Wang-Lau So-Han – 2056 poäng (→ 47:e plats)

Herrarnas individuella
- Steve Yuen – 2223 poäng (→ 54:e plats)
- Lo Kam Kuen – 2193 poäng (→ 56:e plats)
- Fok Ming-Shan – 2165 poäng (→ 57:e plats)

## Cykling
Herrarnas linjelopp
- Yiu-Chung Choy – fullföljde inte (→ ingen placering)
- Chung-Yam Hung – fullföljde inte (→ ingen placering)
- Siu-On Law – fullföljde inte (→ ingen placering)
- Hung-Tak Leung – fullföljde inte (→ ingen placering)

## Friidrott
Herrarnas höjdhopp
- Lam Tin-Sau — 2,10m (→ gick inte vidare)

Damernas maraton
- Winnie Lai Chu Ng
  - Final — 2:42:38 (→ 31:a plats)

- Yuko Gordon
  - Final — 2:46:12 (→ 34:e plats)

## Fäktning
Herrarnas florett
- Ko Yin Fai
- Lai Yee Lap
- Lam Tak Chuen

Herrarnas florett, lag
- Ko Yin Fai, Lai Yee Lap, Lam Tak Chuen, Liu Chi On

Herrarnas värja
- Denis Cunningham
- Liu Chi On
- Lam Tak Chuen

Herrarnas värja, lag
- Denis Cunningham, Lai Yee Lap, Lam Tak Chuen, Liu Chi On

## Simhopp
Herrarnas 3 m
- Andy Kwan
  - Kval — 433,89 (→ gick inte vidare, 24:e plats)

- Kam Yang Wai
  - Kval — 387,63 (→ gick inte vidare, 27:e plats)